# 卡斯米路
卡塞米罗（葡萄牙語：Casemiro，1992年2月23日—），全名卡洛斯·恩里克·卡西米罗（葡萄牙語：Carlos Henrique Casimiro），出生於巴西聖若澤多斯坎波斯，是一名巴西職業足球員，司職中場。目前效力於英格蘭足球超級聯賽球隊曼联及巴西國家足球隊，並為巴西國家隊隊長。
他在皇家马德里总共赢得了15个主要奖杯，包括五个欧洲冠军联赛，三个西甲冠军，一个国王杯和三个国际足联俱乐部世界杯。

## 俱樂部

### 聖保羅
卡塞米罗出生於巴西的聖若澤多斯坎波斯，並為聖保羅的青訓產品。他很早就被称为 "Carlão"--他的名字在葡萄牙语中的一个扩展形式，并将被征召参加2009年国际足联U-17世界杯。2010年，卡塞米罗正式與聖保羅約下合約，成為該隊的職業球員。翌年，他入選巴西U20國家隊，並出戰應屆的南美洲青年冠軍杯。最終，他取得3個入球，協助球隊贏得冠軍。

### 皇家馬德里
2012年，他被皇家馬德里租借。期間，他多次代表預備隊上陣，並在2013年4月20日對的聯賽中首次為一隊上陣。同年夏季，皇家馬德里正底向聖保羅收購卡塞米罗，轉會費未公佈。

### 波尔图
2014年夏天，他被租借到葡萄牙超级联赛球队波尔图。

### 皇家馬德里
2015年6月5日，卡塞米罗回到了皇马，皇马激活了他的回购条款，两个月后，他的合同被延长到了2021年。次年3月13日，他在2-1战胜拉斯帕尔马斯体育联盟的比赛中，在第89分钟将赫塞开出的角球打进了他的第一个比赛进球。
在贝尼特斯手下，卡塞米罗大多是后备球员，在齐达内手下，他成为首发球员，并在冠军联赛出场11次。对阵马德里竞技的决赛中，他打满120分钟，皇马在1-1平局后通过点球大战赢得了他们的第11个冠军。
在2016-17赛季，卡塞米罗在25场比赛中打进4球，帮助球队五年来首次赢得联赛冠军。随后他在对阵尤文图斯俱乐部的欧冠决赛中打进一记远射，帮助球队以4-1的比分获胜；2017年8月8日，他再次进球，使球队在欧洲超级杯中最终以2-1战胜了曼联。
在2017-18赛季的欧冠联赛中，卡塞米罗出场12次，同时打进1球，皇马在比赛中赢得了他们的三连冠和第13个总冠军。
2021年8月，他将合同延长至2025年。一年后，皇马2-0击败法兰克福，获得了第五个欧洲超级杯冠军，卡塞米罗被评为比赛最佳球员。

### 曼联
2022年8月22日，英超球隊曼聯宣佈由皇家馬德里簽入卡塞米罗，據報轉會費為6000萬英鎊，另加1000萬英鎊流動條款。
有不少球迷認為他轉投曼聯只是為錢，但卡斯米路用自己的表現來回擊質疑他貪錢的講法。他利用他的經驗，位置感，傳送，領導能力使曼聯的中場提升了一個層次，亦能在重要比賽攻入關鍵一球，包括在聯賽盃決賽，為曼聯贏得了聯賽盃冠軍及由聯賽第六名上升到第三名並取得歐冠參賽資格。因此他被視為在轉會窗最佳收購之一。
他接受訪問時被問到未來的目標時，他表示除了協助巴西贏得世界盃冠軍外，他希望能夠助曼聯重回高峰。

## 國際賽
2011年7月，卡塞米罗代表巴西U20青年队参加了国际足联U-20世界杯并夺得冠军。2011年9月，卡塞米罗首次入选巴西国家足球队。之后卡塞米罗代表巴西参加3届美洲杯以及1届世界杯。2019年，卡塞米罗跟随巴西夺得美洲杯冠军。

## 荣誉

### 俱樂部榮譽
聖保羅
- 南美洲青年冠軍杯：2012年

 皇家馬德里
- 西班牙甲組聯賽冠軍﹕2016/17、2019/20、2021/22
- 西班牙國王盃冠軍：2013–14[2]
- 西班牙超级杯冠軍：2017[3]、2019–20、2021–22
- 歐洲聯賽冠軍盃冠軍：2013/14、2015/16、2016/17、2017/18、2021/22
- 歐洲超級盃冠軍：2016、2017、2022
- 世界冠軍球會盃冠軍﹕2016、2017、2018

 曼聯
- 英格兰联赛杯冠軍：2022–23[4]
- 英格蘭足總盃冠軍 : 2023–24[5]

### 國家隊榮譽
巴西U-17/巴西U-20/巴西
- 南美洲U-17足球錦標賽冠軍：2009
- 南美洲青年足球錦標賽冠軍：2011
- U-20世界盃冠軍：2011
- 美洲國家盃冠軍：2019

## 外部連結
- 卡斯米路在BDFutbol中的档案
- Soccerway資料庫：卡斯米路